# Pont Mirabeau
Pour les articles homonymes, voir Le Pont Mirabeau, Pont de Mirabeau et Mirabeau.
Le pont Mirabeau est un pont de Paris construit de 1893 à 1896. Il a été classé monument historique le 29 avril 1975.

## Situation et accès

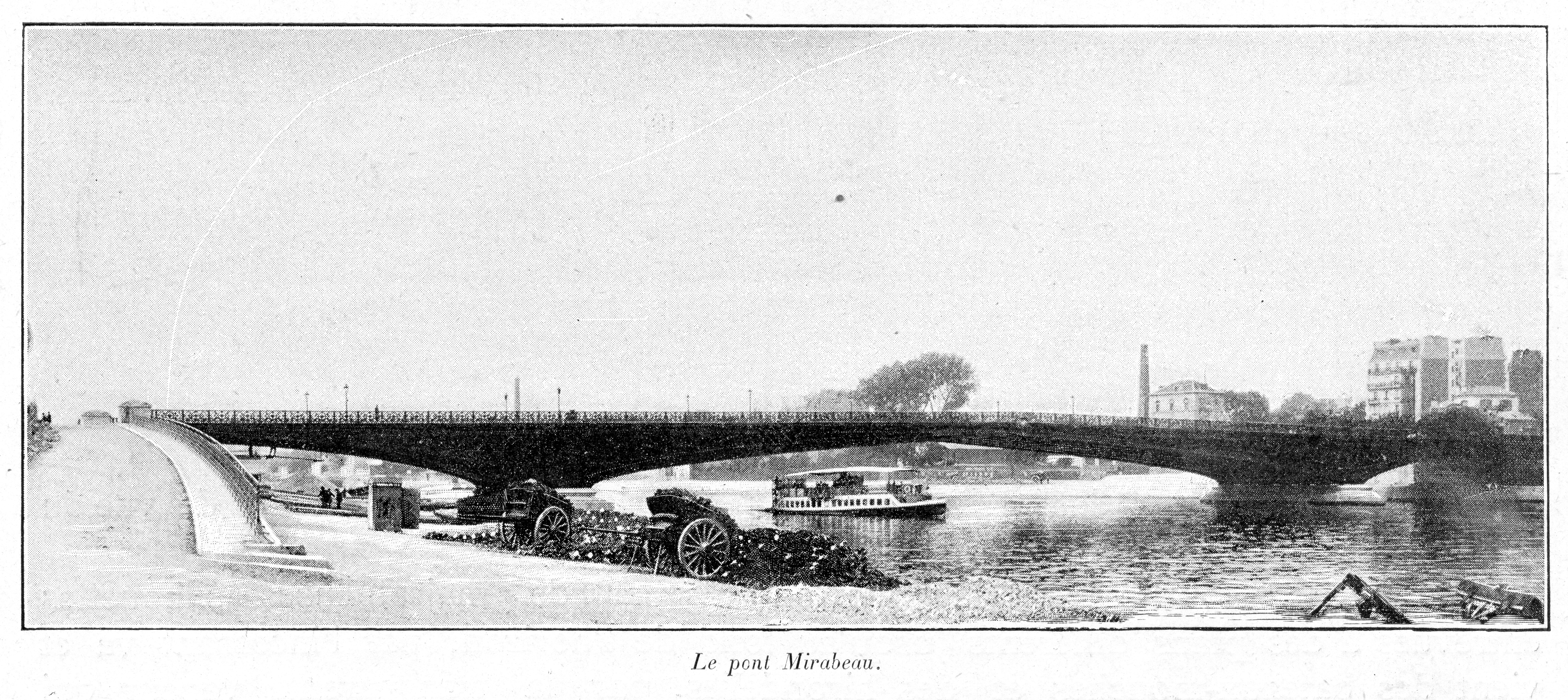
Le pont en 1897.

Le pont enjambe la Seine du 15e arrondissement (situé sur la rive gauche de la Seine), au 16e arrondissement (rive droite). Il relie la rue de la Convention et le rond-point du Pont-Mirabeau, sur la rive gauche, à la place de Barcelone et à la rue de Rémusat, sur la rive droite.
Sur la rive gauche, côté amont, se trouve la gare de Javel du RER, ligne C.
Ce site est desservi par les stations de métro Mirabeau et Javel - André Citroën.

## Origine du nom
Il honore l'écrivain, tribun de la Révolution française Honoré-Gabriel Riquetti de Mirabeau (1749-1791).

## Historique

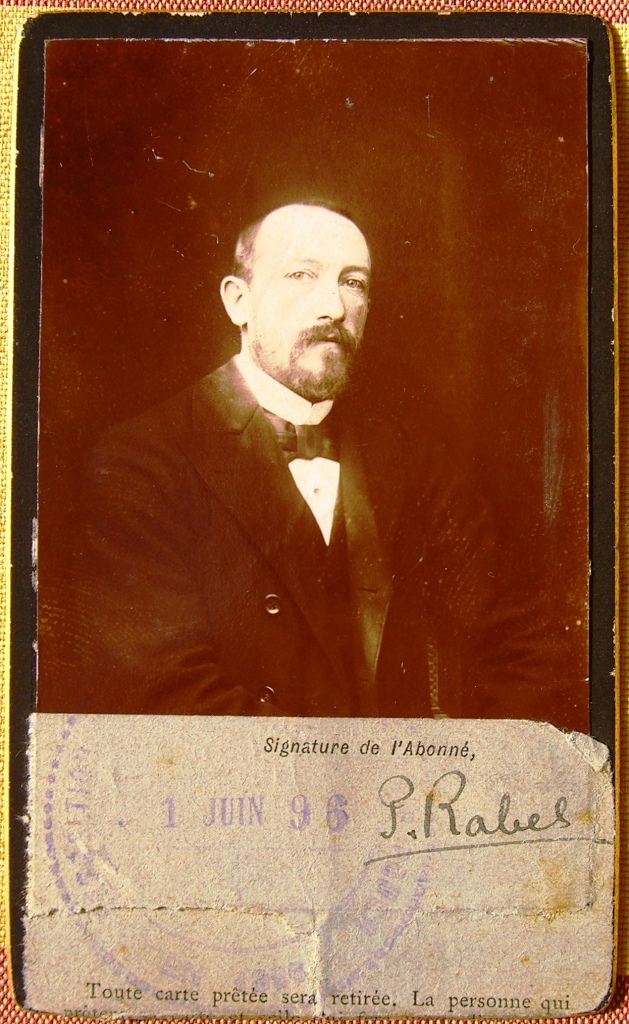
Paul Rabel, Exposition nationale et coloniale de Rouen (France), en 1896.

La décision de construire un nouveau pont au droit du carrefour formé par l’avenue de Versailles et la rue Mirabeau est prise par le président de la République Sadi Carnot, le 12 janvier 1893.
Il a été conçu par l’ingénieur Paul Rabel, responsable des ponts de Paris, assisté des ingénieurs Jean Résal et Amédée Alby, et construit par l’entreprise Daydé & Pillé,.
Le procédé des caissons à air comprimé fut employé, pour la première fois, dans la fondation des piles.
Il est aussi le titre d'un poème très connu de Guillaume Apollinaire, Le Pont Mirabeau.
Le 16 juillet 1918, durant la Première Guerre mondiale, un obus lancé par la Grosse Bertha explose dans la Seine entre les ponts de Grenelle et Mirabeau. 

## Architecture

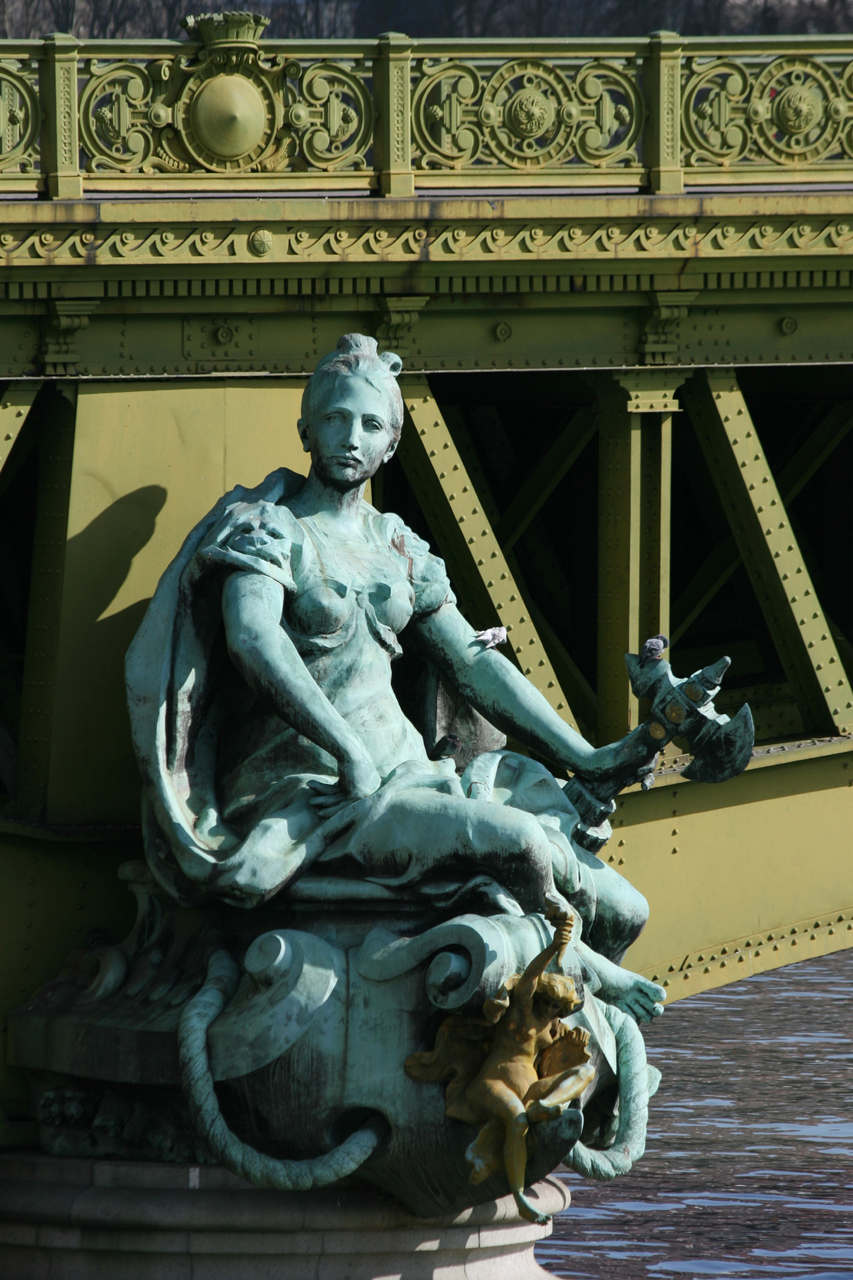
La Ville de Paris, 1897, statue allégorique en bronze par Jean-Antoine Injalbert.

L'arche principale a une portée de 93 mètres, et les deux arches latérales font 32,4 mètres. Celle de la rive droite enjambe la voie sur berge, tandis que celle de la rive gauche enjambe le quai et prolonge la passerelle qui franchit la voie ferrée du RER. À l'époque de sa construction, c'est le pont qui a le rapport longueur/hauteur le plus grand avec un ratio de 16.
La longueur du pont est de 173 mètres, la largeur de 20 mètres, la chaussée mesurant 12 mètres et les deux trottoirs 4 mètres chacun.
Les deux piles représentent des bateaux. Celui près de la rive droite descend la Seine, tandis que celui de la rive gauche la remonte. Ces bateaux sont ornés de quatre statues allégoriques en bronze de Jean-Antoine Injalbert (nommé officier de la Légion d’honneur lors de l’inauguration) : La Ville de Paris (proue du bateau de la rive droite), La Navigation (poupe), L’Abondance (proue du bateau de la rive gauche) et Le Commerce (poupe). Les deux allégories de proue (Paris et Abondance) font face à la Seine, tandis que les deux allégories de poupe (Navigation et Commerce) font face au pont soit, dos à la Seine.
Les quatre statues sont surmontées, au niveau du parapet, des armoiries de la Ville de Paris.
À l'extrémité rive droite, on peut descendre vers la voie sur berge par deux escaliers (l'un vers l'aval, l'autre vers l'amont), tandis que sur la rive gauche, on peut descendre vers le port autonome de Paris par deux rampes (l'une vers l'aval, l'autre vers l'amont).

## Dans les arts

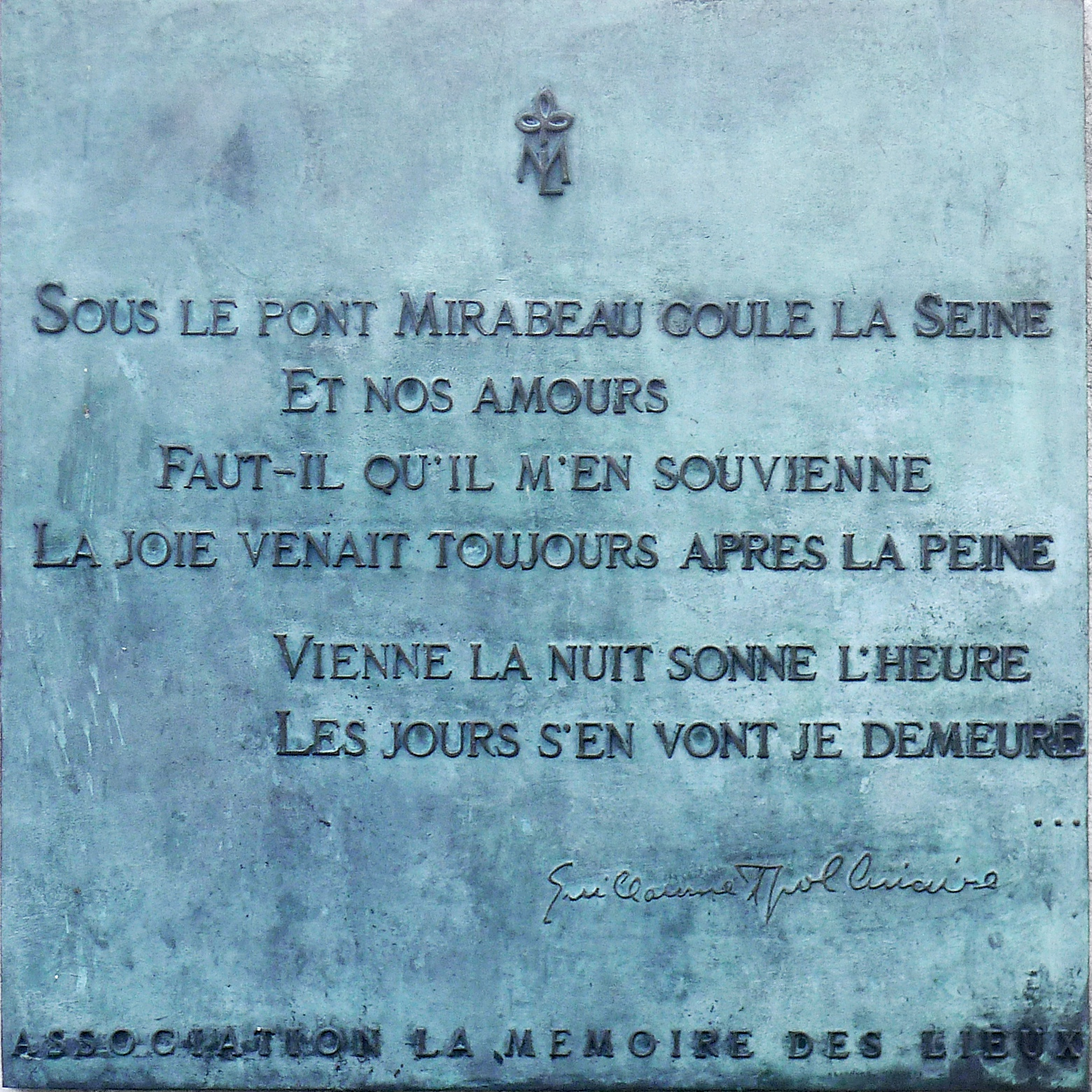
Sur le pont Mirabeau (côté 16e), plaque de bronze avec un fragment du poème Le Pont Mirabeau, de Guillaume Apollinaire.

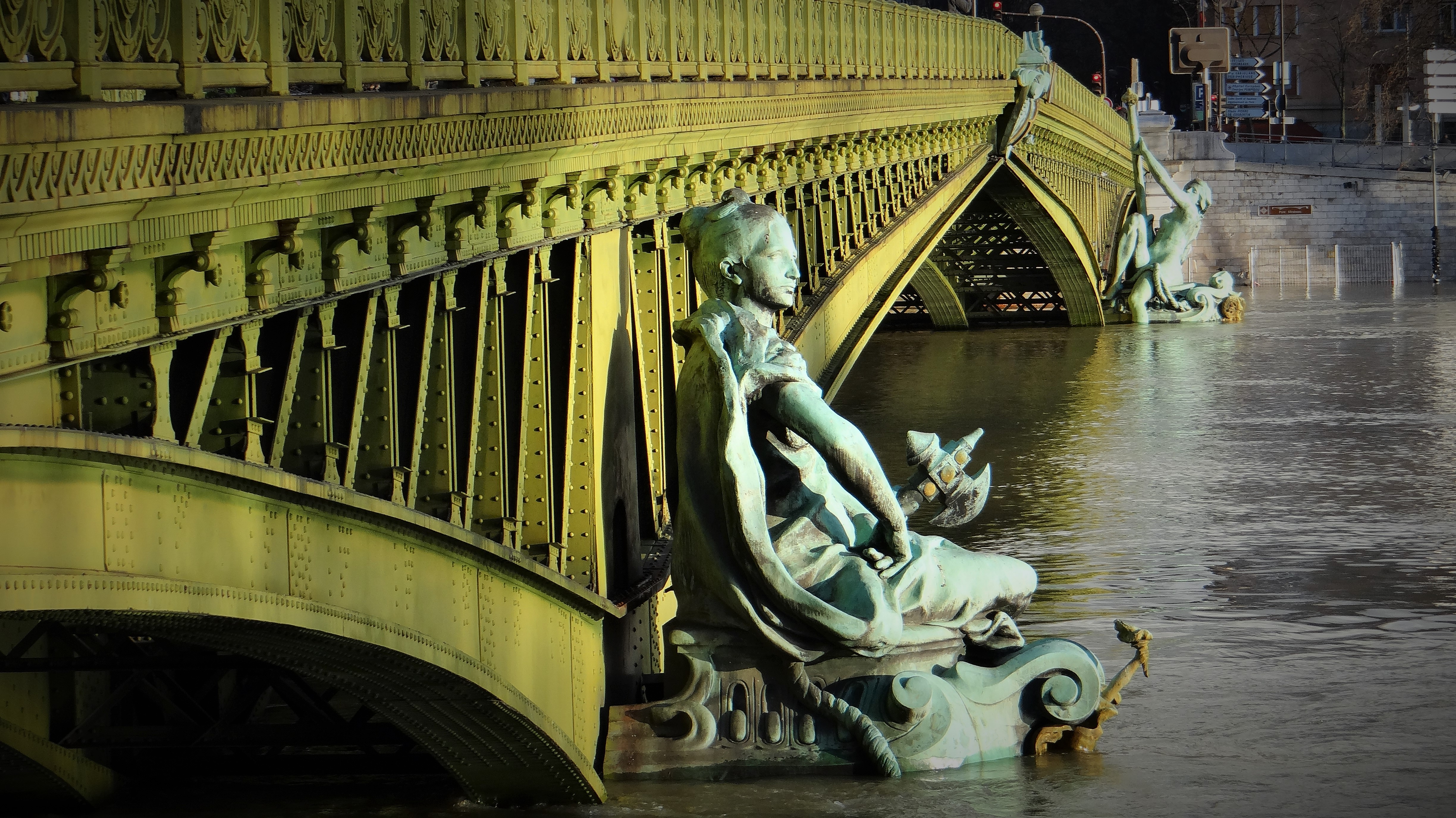
Le pont sous la crue (2018).

- Le Pont Mirabeau est un poème de Guillaume Apollinaire, paru dans le recueil Alcools.
- Ce poème a particulièrement intéressé le monde de la chanson. Il a été mis en musique par Léo Ferré en 1953, par Henri Tachan en 1991, par le groupe Pow wow en 1996, par Marc Lavoine en 2001, par Chanson plus bifluorée en 2011. Serge Reggiani en a proposé une lecture. Georges Brassens y fait référence dans sa chanson Les Ricochets. Il existe aussi dans une version chorale écrite par le chanteur et compositeur québécois Lionel Daunais[6]. Michel Delpech a également interprété cette chanson.
- Le guitariste Antoine Aureche (Valfeu) l'a mis en musique et enregistré avec la chanteuse Desireless sur l'album Guillaume, produit par Urgence Disk Records. Il est présenté sur scène, dans un conte musical, dont la première eut lieu le 4 novembre 2016 au musée Apollinaire de l'abbaye de Stavelot en Belgique.
- Thomas Fersen a écrit une pièce intitulée Pont Mirabeau sur son album Les Ronds de carotte.
- Un cadavre y est repêché dans Les Eaux troubles de Javel, épisode de Nestor Burma à la télévision, troisième saison (1993-1994).
- C'est probablement de ce pont que le poète Paul Celan s'est suicidé dans la nuit du 19 au 20 avril 1970[7].
- Au cinéma, en 2000, une scène du film Jet Set de Fabien Onteniente y est tournée.